# Rosa-Luxemburg-Platz
Rosa-Luxemburg-Platz – plac w Berlinie, w Niemczech, w dzielnicy Mitte, okręgu administracyjnym Mitte.
Przy placu znajduje się stacja metra linii U2 Rosa-Luxemburg-Platz.